# Ведущий (эсминец)
«Ведущий» — советский эскадренный миноносец проекта 30-бис.

## История строительства
Зачислен в списки ВМФ СССР 3 декабря 1947 года. Заложен на судостроительном заводе № 199 в Комсомольске-на-Амуре 31 июля 1948 года (строительный № 9), спущен на воду 21 августа 1949 года. Корабль принят флотом 26 декабря 1949. 23 февраля 1950 года на «Ведущем» был поднят советский военно-морской флаг, тогда же эсминец вступил в состав Советского Военно-Морского Флота.

## Служба
С 23 февраля 1950 года «Встречный» входил в состав 5-го ВМФ, после расформирования которого 23 апреля 1953 года вошёл в состав Краснознамённого Тихоокеанского Флота. 27 марта 1960 года эсминец был выведен из боевого состава ВМФ, законсервирован и поставлен на отстой. 14 марта 1975 года разоружён и исключён из списков ВМФ; впоследствии разделан на металл.